# Nordpol

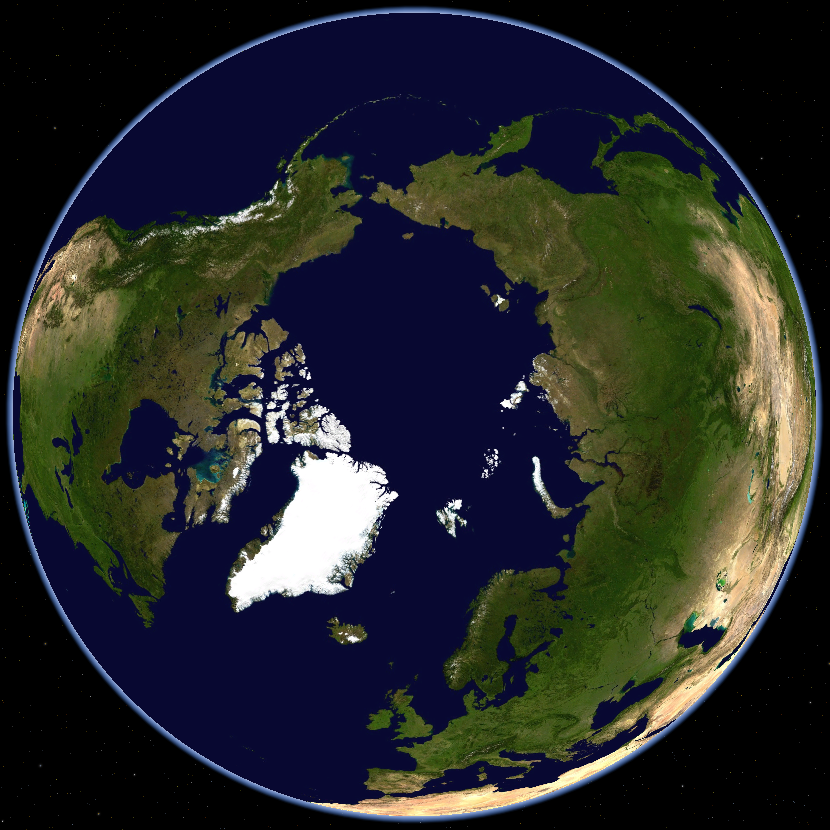
Die Polarregion aus Richtung der Erdachse (Meereis in der Bildbearbeitung entfernt)

Der Nordpol ist – als einer von zwei geografischen Polen – im allgemeinen Sprachgebrauch der nördlichste Punkt der Erde. Er entspricht dem nördlichen Drehpunkt der Erdachse und wird auch als geographischer Nordpol bezeichnet. Daneben gibt es den arktischen Magnetpol, den arktischen geomagnetischen Pol und den Nordpol der Unzugänglichkeit.

## Geographische Lage
Derzeit liegen die drei verschiedenen Pole der nördlichen Hemisphäre bei jeder Definition im Arktischen Ozean (auch Nordpolarmeer genannt) bzw. auf dessen Inseln. Mit Verschiebung des Erdmagnetfeldes ändert sich die Lage des arktischen Magnetpols und des arktischen geomagnetischen Pols.

## Die vier Pole der nördlichen Hemisphäre

### Geographischer Nordpol

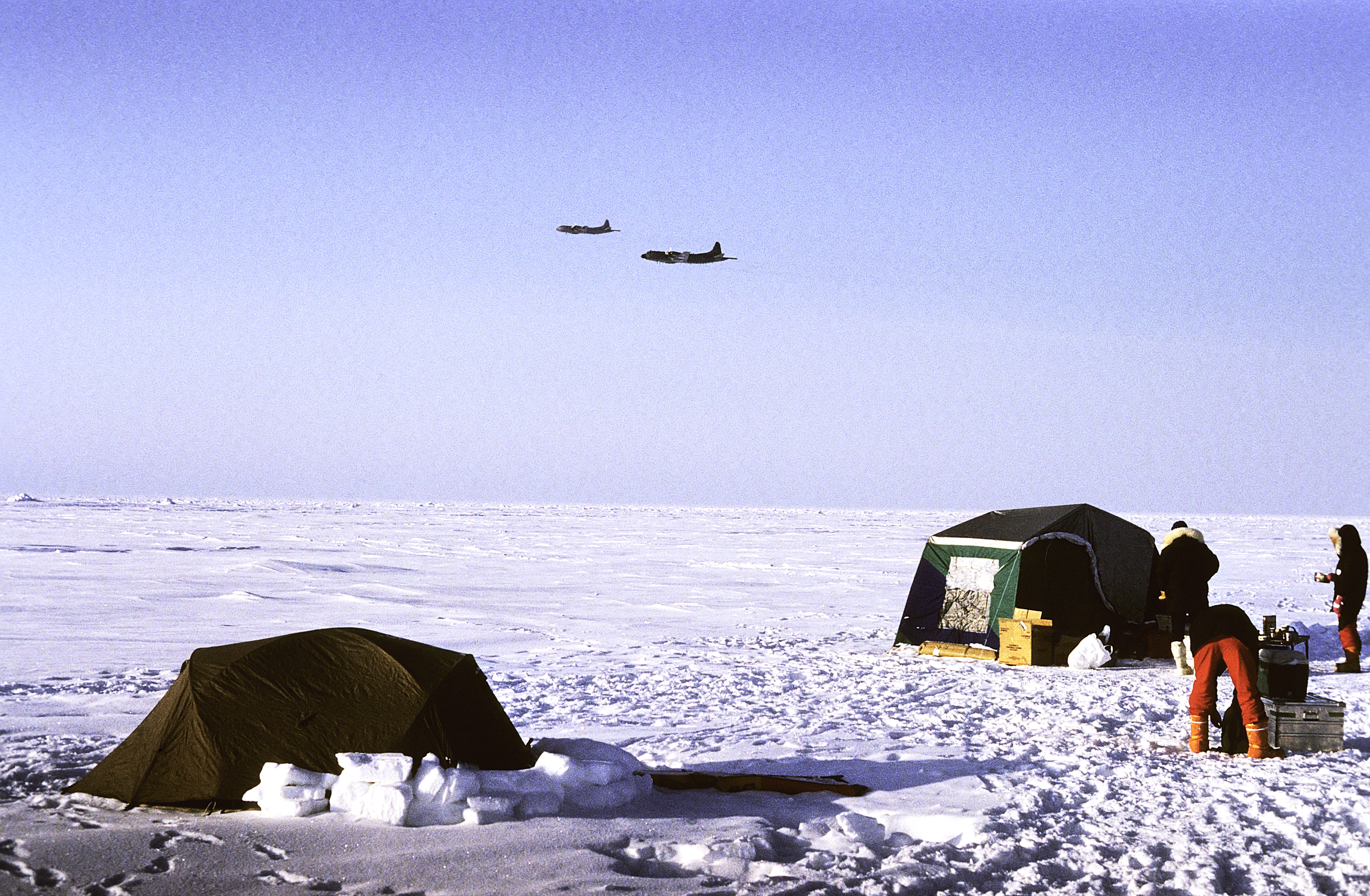
Forschungscamp auf dem arktischen Packeis am geographischen Nordpol, besucht von zwei Flugzeugen der Canadian Coast Guard auf einem Erkundungsflug

Der geographische Nordpol (1) ist der nördlichste Punkt der Erde und gemäß der Definition des geographischen Poles der Schnittpunkt der Erdachse mit der nördlichen Erdoberfläche. Der geographische Nordpol ist der Antipode des geographischen Südpols und hat eine feste Position bei der geographischen Breite von 90° 0′ N, was generell für Himmelskörper mit einer Rotationsachse gilt. Somit richtet sich der Blick von hier aus in der Waagrechten nur nach einer Himmelsrichtung: nach Süden. Der Nordpol hat keine eindeutige geographische Länge. Das gilt jedoch nur für den Punkt und nicht für die Blickrichtung, die eindeutig ist. Der geographische Nordpol liegt auf der Nordamerikanischen Platte, jedoch nicht auf Festland, sondern auf einer 2 bis 3 m dicken schwimmenden Eisdecke. Darunter liegt das Nordpolarmeer, welches an dieser Stelle 4087 m tief ist.

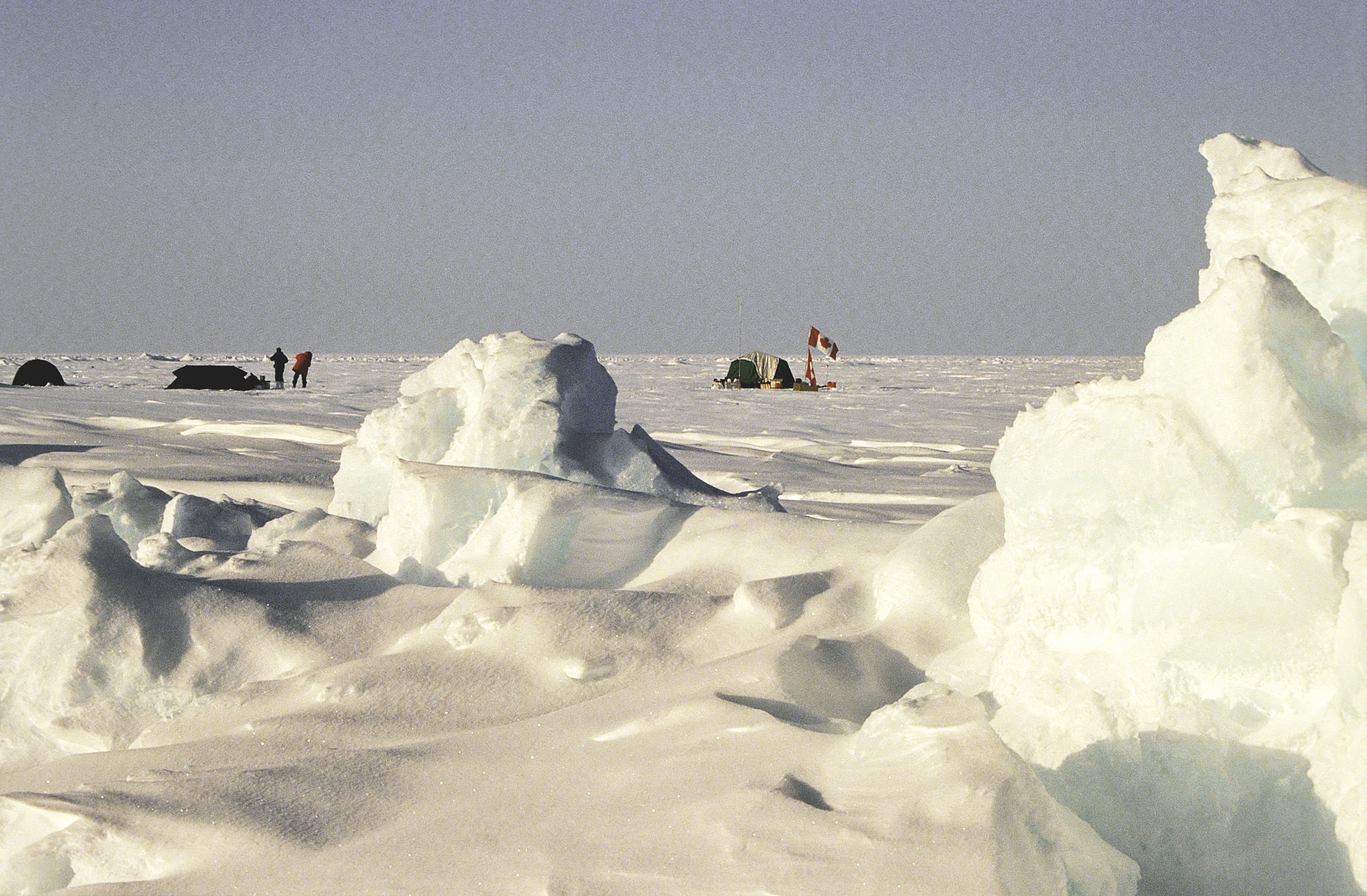
Presseisrücken am geographischen Nordpol, 17. April 1990

Nahe dem Zenit steht über dem geographischen Nordpol der Polarstern in nur 42' Abstand (2008) und die Sonne geht hier vom 21. März bis zum 23. September nicht unter (Polartag). Es folgen langsamer Sonnenuntergang, mehrwöchige Dämmerung, mehrere Monate Polarnacht, mehrwöchige Morgendämmerung und langsamer Sonnenaufgang.
Da sich die Lage der Erdachse langfristig verlagert, ist der geografische Nordpol keineswegs ortsgebunden. Zwischen dieser langfristigen Bewegung des geografischen Nordpols und der Massenumverteilung im Rahmen der globalen Erwärmung besteht dabei ein enger Zusammenhang. Geodätische Beobachtungen der Polbewegung aus dem Weltraum zeigen, dass die durchschnittliche jährliche Polposition nach einer längeren Bewegung in Richtung des westlichen Grönlands ab etwa 2005 nach Osten zu driften begann, was eine abrupte Abweichung von der im letzten Jahrhundert beobachteten Driftrichtung darstellt. Schwerkraftmessungen mithilfe von Satelliten ergeben, dass etwa 90 % dieser Änderung auf das beschleunigte Abschmelzen der Eisdecken und Berggletscher und den damit verbundenen Anstieg des Meeresspiegels zurückzuführen sind. Der Effekt ist allerdings sehr klein und keinesfalls mit der weiter unten beschriebenen Verschiebung des Magnetpols vergleichbar: Die Polverschiebung beträgt nur etwa 3 Millimeter pro Jahr.

### Arktischer Magnetpol
Der arktische Magnetpol (2) ist jener Punkt der nördlichen Hemisphäre, an dem die magnetischen Feldlinien des Erdmagnetfelds vertikal zur Erdoberfläche in die Erde eintreten. Es handelt sich im physikalischen Sinne um einen magnetischen Südpol.
Die üblichen Kompasse, deren Nadel nur um die vertikale Achse drehbar ist, können sich innerhalb des Radius von circa 2000 km um den Magnetpol nicht mehr nach Norden ausrichten, weil dort die waagerechte Komponente des Erdmagnetfelds für die Anzeige zu schwach ist. Ein speziell für solche Messungen konstruierter Kompass – ähnlich einem Schiffskompass – zeigt am arktischen Magnetpol gemäß den Gesetzen des Magnetismus mit seiner „Norden“-Markierung senkrecht nach unten.
Erstmals aufgesucht wurde der arktische Magnetpol am 1. Juni 1831 von James Clark Ross nahe Kap Adelaide, Boothia-Halbinsel, Kanada; seinerzeit wurden 70° 5′ N, 96° 28′ W als Koordinaten ermittelt.
Bei einer Expedition des Geological Survey of Canada im Jahre 2001 wurde seine Position ermittelt und die jährliche Wanderung bis zum Jahr 2005 hochgerechnet. Im April 2007 wurde die Position erneut bestimmt:
| Jahr | Geographische Koordinaten     |
| ---- | ----------------------------- |
| 1996 | 78° 35′ 42″ N, 104° 11′ 54″ W |
| 2001 | 81,3° N, 110,8° W             |
| 2002 | 81,6° N, 111,6° W             |
| 2003 | 82° N, 112,4° W               |
| 2004 | 82,3° N, 113,4° W             |
| 2005 | 82,7° N, 114,4° W             |
| 2007 | 83,95° N, 120,72° W           |

Wanderung des arktischen Magnetpols: berechnete Positionen sind blau, gemessene rot.

Der arktische Magnetpol ist also nicht ortsfest, sondern er verlagert sich ständig nach einem mehrschichtigen Muster:
Von Jahr zu Jahr verlagert sich der Magnetpol in einer grob vorhersagbaren Art. Derzeit wandert er jährlich um etwa 40 Kilometer nordwestwärts und hat die kanadischen Inseln im Nordpolarmeer verlassen. Betrag und Richtung der jährlichen Verlagerung sind aber nicht langfristig konstant.  Laut einer Studie aus dem Jahr 2020 bewegt sich der magnetische Nordpol innerhalb des nächsten Jahrzehnts aufgrund von Änderungen an der Kern-Mantel-Grenze wahrscheinlich um ca. 500 km (390–660 km) weiter in Richtung Sibirien.
Die sich stetig verändernde Abweichung von geographischem Nordpol und arktischem Magnetpol (Deklination) macht für Zwecke der Navigation regelmäßige Anpassungen der Umrechnung für Navigationshilfsmittel wie Karten und Funkfeuer notwendig (Kursbeschickung).
Der arktische Magnetpol wandert täglich auf einer elliptischen Bahn um seine mittlere Position.
Störungen des Erdmagnetfeldes können den Magnetpol – solange die Störung dauert – um bis zu 50 km von seiner mittleren Position verlagern.
Im Lauf der Erdgeschichte hat sich das Magnetfeld der Erde mehrmals umgepolt. Diese Polsprünge konnten durch die Ausrichtung von Eisenablagerungen in Sedimenten verschiedener Tiefen nachgewiesen werden. Einige Wissenschaftler sehen in der oben genannten Beschleunigung der jährlichen Verlagerung ein Indiz für eine langfristig bevorstehende Umpolung der Erde.

### Arktischer geomagnetischer Pol
Der arktische geomagnetische Pol (3) auf der nördlichen Halbkugel ist ein theoretischer Pol des unregelmäßigen Erdmagnetfeldes, dem die Annahme entspricht, dass sich im Erdmittelpunkt ein Stabmagnet befände. Er lag 2010 bei etwa 80° 1′ N, 72° 13′ W auf der Darling-Halbinsel der zu Kanada gehörenden Ellesmere-Insel.
| Jahr | Geographische Koordinaten |
| ---- | ------------------------- |
| 2008 | 84,36° N, 126,1° W        |
| 2009 | 84,7° N, 129,25° W        |
| 2010 | 85,01° N, 132,66° W       |
| 2011 | 85,29° N, 136,34° W       |
| 2012 | 85,53° N, 140,29° W       |
| 2013 | 85,75° N, 144,46° W       |

Beim Vergleich der Koordinaten von arktischem Magnetpol und antarktischem Magnetpol fällt auf, dass sich die beiden Magnetpole weniger genau gegenüberliegen als die geomagnetischen Pole. Der eigentliche Unterschied zwischen den Magnetpolen und den geomagnetischen Polen besteht darin, dass die Magnetpole durch Messungen bestimmt werden und die geomagnetischen Pole durch Berechnungen. Die geomagnetischen Pole sind nicht ortsfest; sie folgen einem ähnlichen Bewegungsmuster wie die Magnetpole.

### Nordpol der Unzugänglichkeit
Siehe Sonstiges, Trivia

## Gegensätzlichkeit von physikalischer und geographischer Bezeichnung der magnetischen Pole

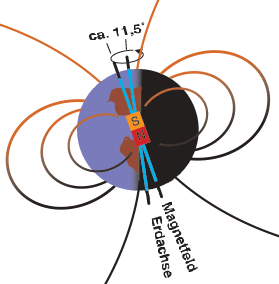
Magnet im Erdinneren

Ursprünglich wurde dasjenige Ende einer Magnetitnadel, das in Richtung geographischer Norden zeigte, Nordpol der Nadel genannt. Damals hatte man noch keine Kenntnis von dem dahinter liegenden Mechanismus. Erst sehr viel später wurde man sich dessen bewusst, dass diese von der Physik übernommene Benennung dazu führte, dass die Erde in Richtung des geographischen Nordpols physikalisch gesehen einen magnetischen Südpol hat, und in Richtung geographischer Südpol den magnetischen Nordpol.
Allerdings wird die Stelle an der Erdoberfläche, an der die Feldlinien des Erdmagnetfeldes senkrecht eintreten (physikalisch verstanden als "der Pol, der der magnetische Südpol der Erde ist"), in geographischen Zusammenhängen fast immer als "magnetischer Nordpol" bezeichnet (geographisch verstanden als: "der magnetische Pol, der im Norden liegt"). Um Missverständnisse zu vermeiden, könnten zwar die eindeutigen geographischen Begriffe „Arktischer Magnetpol“ und „Antarktischer Magnetpol“ verwendet werden. Diese Bezeichnungen werden aber nur sehr selten genutzt (obwohl sie angesichts der physikalischen Polaritätswechsel über geologische Zeiträume hinweg sinnvoll sind). In der Regel wird mit „magnetischer Nordpol“ in einem geographischen Zusammenhang immer der magnetische Pol nahe dem geographischen Nordpol bezeichnet.

## Erforschung

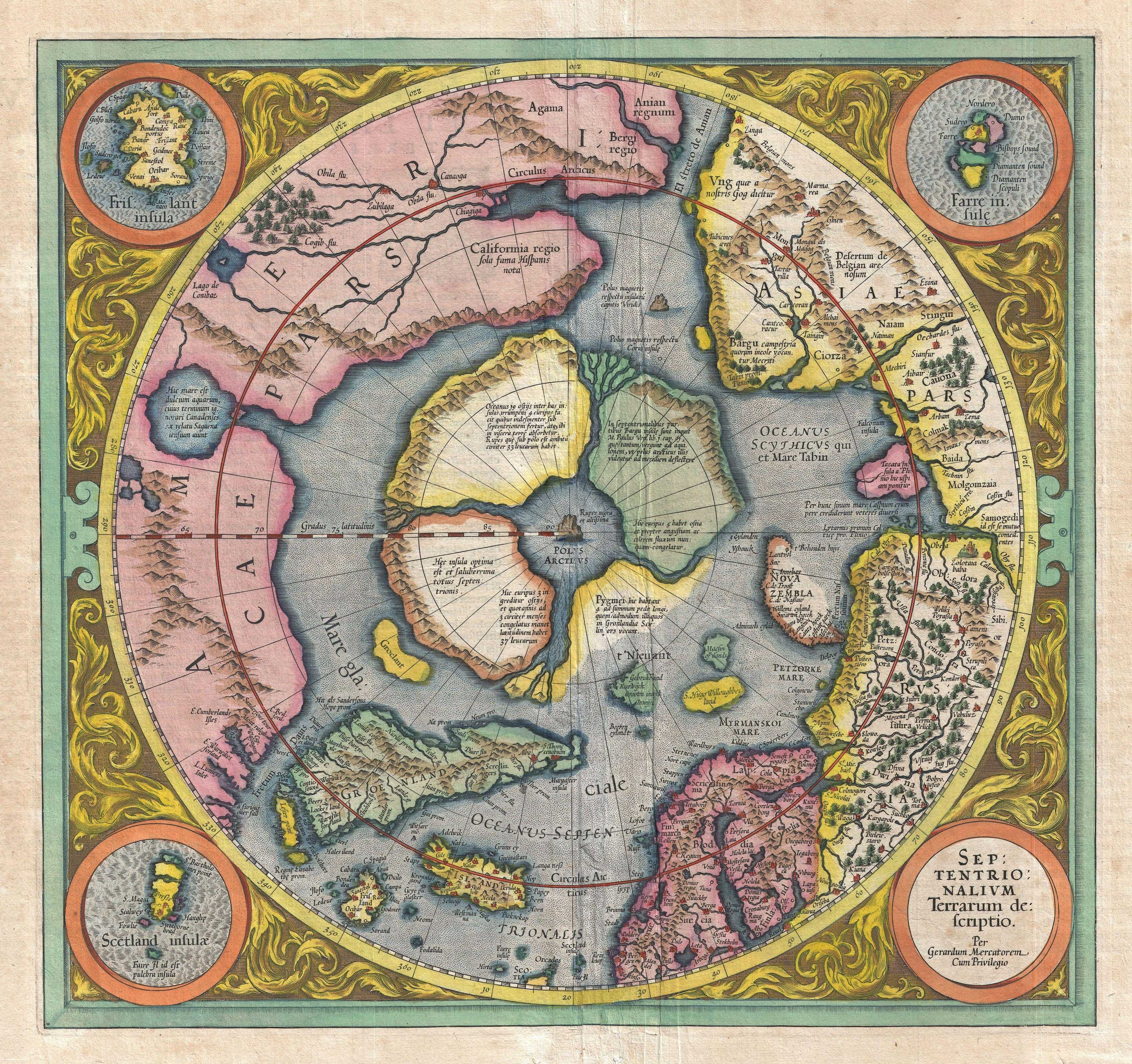
Eine Karte von Gerhard Mercator von 1595 stellt den Nordpol als biblisches Land dar, aus dem vier Flüsse entspringen.

Solange niemand den Nordpol erreicht hatte, wurden Spekulationen über sein Erscheinungsbild angestellt. Seit dem Mittelalter behaupteten Geografen, anknüpfend an die antike Vorstellung vom paradiesischen Land „Hyperborea“ im höchsten Norden, in der Arktis würde ein mildes und lebensfreundliches Klima herrschen. Bis ins 19. Jahrhundert gingen Fachleute von einer polaren Aufhängung oder Verankerung des Globus aus. Einige nahmen an, dass am Nordpol die Erdachse sichtbar wäre. Andere glaubten, dass die Abflachung der Erdkugel zur Entstehung eines Vulkans geführt habe, der von der Arktis aus das Strömungssystem der Ozeane antrieb.

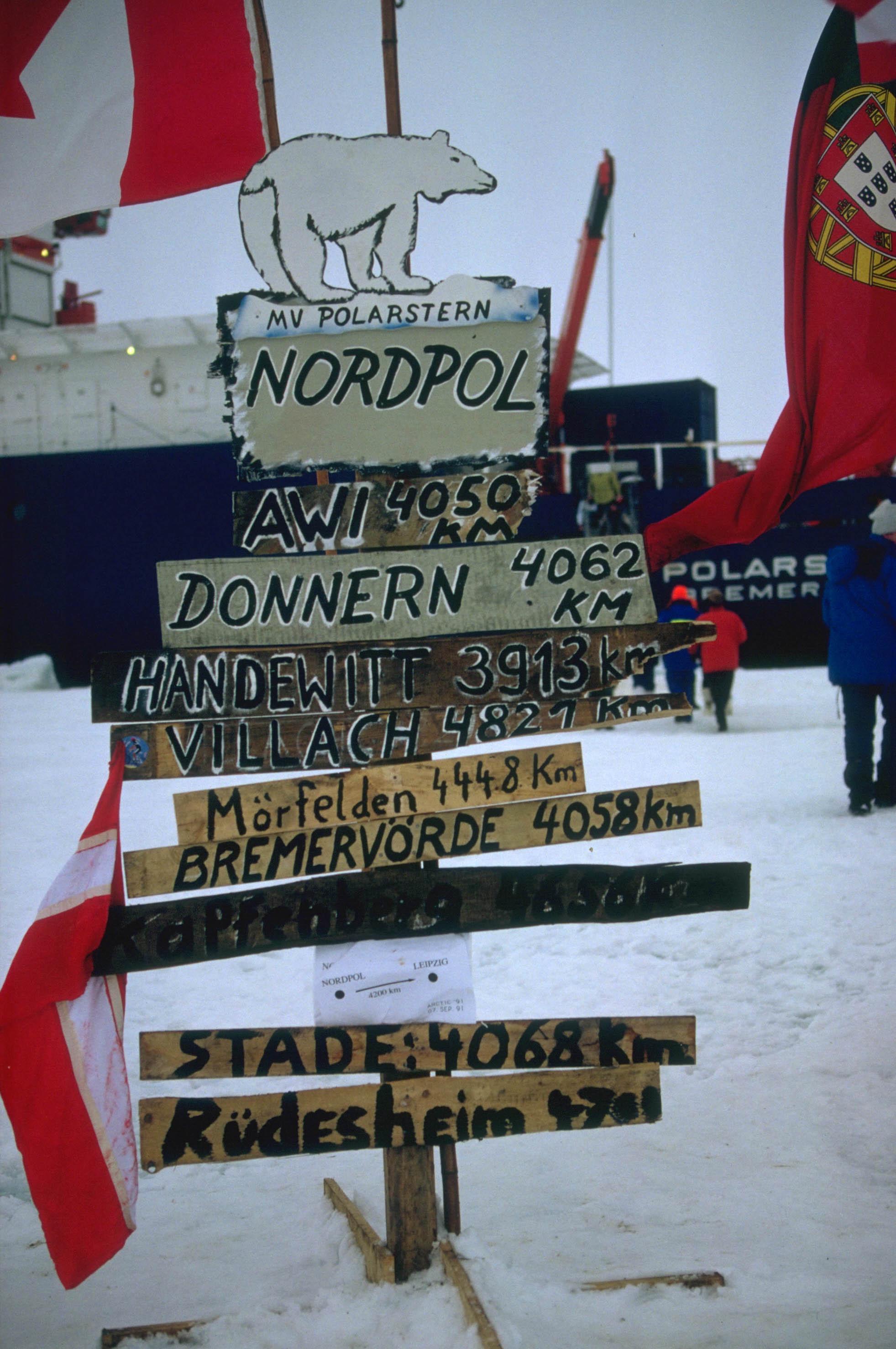
Schilder mit Entfernungen vom Nordpol zu den Heimatorten von Besatzungsmitgliedern; aufgestellt auf einer Eisscholle am Nordpol anlässlich seines Erreichens durch den schwedischen Eisbrecher Oden und das deutsche Forschungsschiff Polarstern am 6. September 1991

Erstmals wurde der geographische Nordpol nach eigenen Angaben von den US-amerikanischen Forschern Robert Edwin Peary und Matthew Henson sowie den Inughuit Iggiánguaĸ (1883–1918, in Pearys Aufzeichnungen Egingwah), Sigdluk (1883–1927, Seeglo) und Uvkujâĸ (1880–1921, Ooqueah) unter der Führung von Iggiánguaĸs Bruder Ôdâĸ (1880–1955, Ootah) am 6. April 1909 erreicht. Es gilt jedoch nicht als wissenschaftlich gesichert, dass diese Gruppe den Pol tatsächlich erreicht hat. Pearys Aufzeichnungen sind hierfür nicht ausreichend genau und Matthew Henson berichtet in seinen Memoiren, er sei kurz vor Expeditionsleiter Peary am Nordpol gewesen und habe diesen dort getroffen. Gemeinsam habe man die Frage klären wollen, wer wohl als Erster am Pol gewesen sei. Zu dieser Klärung ist es jedoch offenbar nie gekommen. Die grönländischen Begleiter Pearys nannten den Nordpol qimmersoriartorfissuaq, den Ort, an dem man gezwungen ist, seine Hunde zu essen.
Außer den Vorgenannten nahm auch Frederick Cook für sich in Anspruch, als Erster den Nordpol erreicht zu haben, und zwar bereits am 21. April 1908, also ein Jahr vor Peary. Peary startete daraufhin eine Kampagne, um die Glaubwürdigkeit von Cook zu untergraben. Ein zentraler Teil dieser Kampagne war es, Cooks angebliche Erstbesteigung des Denali als Lüge anzuprangern (Cook erstieg den Berg tatsächlich nicht). Auch andere Ungereimtheiten lassen darauf schließen, dass Cook nie in der Nähe des Nordpols war.
Pearys Aufzeichnungen sprechen nicht dafür, dass er am Nordpol war: Als er sich von seinen Begleitern trennte, war er mindestens 120 km vom Pol entfernt; nach nur 56 Stunden traf er wieder bei ihnen ein. Alle Polarforscher jener Zeit, zum Beispiel Größen wie Fridtjof Nansen, hielten ein solches Pensum für völlig unmöglich und bestritten auch die angeblichen vorherigen Tagesleistungen Pearys von über 50 km durch das Packeis. Pearys Glaubwürdigkeit sank noch weiter, als das US Navy Hydrographic Office fünf der von Peary in diesem Zusammenhang gemeldeten geografischen Entdeckungen als nicht existent streichen musste.
Die Überfliegung des Nordpols im Jahr 1926 durch Umberto Nobile, Roald Amundsen und Lincoln Ellsworth an Bord des Luftschiffs Norge ist zweifelsfrei nachgewiesen und unbestritten; ebenso, dass 1937 eine Gruppe sowjetischer Wissenschaftler unter der Leitung von Iwan Papanin in die Nähe des Nordpols flog (Entfernung ca. 20 km), um die erste Polarstation Nordpol-1 zu errichten.
Am 23. April 1948 flog die sowjetische Forschungsexpedition Nord-2 unter Alexander Kusnezow bis zum Nordpol und erreichte ihn anschließend zu Fuß. Damit wurden sie die ersten Menschen, die erwiesenermaßen den Nordpol betraten.
Der erste Mensch, der den Pol nachweislich auf dem Weg über das Eis erreichte, war der US-Amerikaner Ralph Plaisted (1927–2008), der 1968 eine vierköpfige Expedition auf Schneemobilen zum nördlichsten Punkt der Erde führte. Ein Jahr später erreichte der Brite Sir Walter William Herbert mit Hundeschlitten den Nordpol.
Das nukleargetriebene U-Boot Nautilus erreichte am 3. August 1958 als erstes Schiff den geographischen Nordpol. Ein Dreivierteljahr später, am 17. März 1959 durchbrach die Skate als erstes U-Boot die Eisschicht und tauchte am geografischen Nordpol auf. Am 17. August 1977 gegen 04:00 Uhr Moskauer Zeit erreichte der sowjetische Atomeisbrecher Arktika als erstes über Wasser fahrendes Schiff den Nordpol. Hunderte Besatzungsmitglieder, Wissenschaftler und Fahrgäste betraten feierlich das direkte Polumfeld.

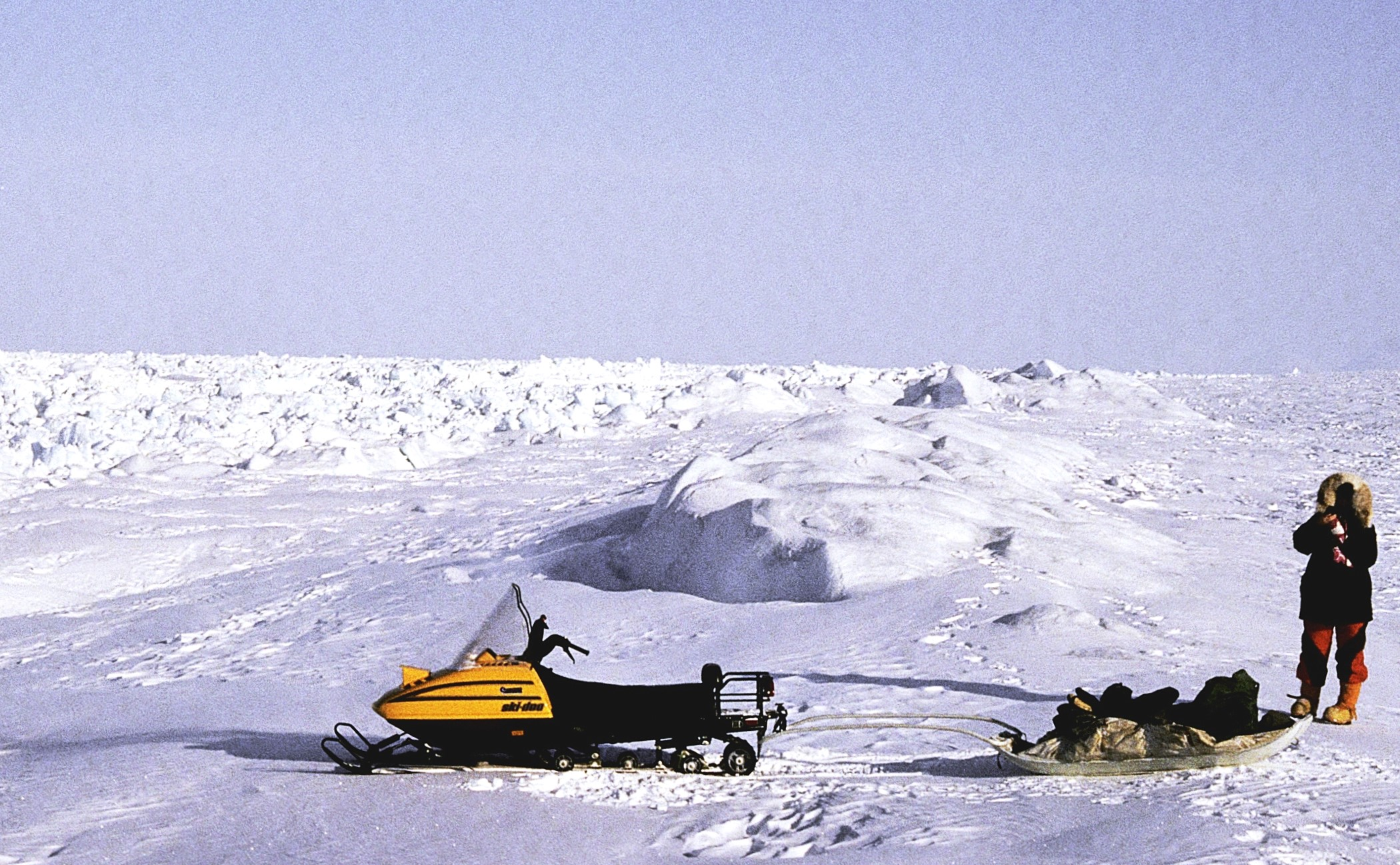
Deutsch-schweizerische Expedition mit Ski-doo bei Bohrungen im Packeis am Nordpol, April 1990

Im April 1990 erreichte eine deutsch-schweizerische Expedition unter Leitung eines Teams der Universität Gießen den geographischen Nordpol, um Untersuchungen zur Verschmutzung von Eis, Schnee und Luft durchzuführen. Die entnommenen Proben wurden in Zusammenarbeit mit dem Geological Survey of Canada und dem Alfred-Wegener-Institut für Polar- und Meeresforschung analysiert. Weitere Stationen für Probenentnahmen waren in mehrjährigem Packeis auf 86° N, am Kap Columbia und bei Ward Hunt Island. Im Jahr 1991 konnten nach schwerer Eisfahrt die beiden ersten konventionell angetriebenen Schiffe bis zum Nordpol vordringen: Der schwedische Eisbrecher Oden und das deutsche Forschungsschiff Polarstern erreichten den Pol am 7. September während einer dreimonatigen Expedition. Der Meeresgrund in 4087 m Tiefe wurde hier erstmals 2007 von einer russischen Forschungsexpedition erreicht.

## Umwelt und Klima
Die beiden Pole der Erde sind von polaren Eiskappen bedeckt; am Nordpol handelt es sich um wenige Meter dickes Meereis, am Südpol um über 1000 m dickes Gletschereis. Unter den Eismassen des Südpols befinden sich an einigen Stellen subglaziale Seen und Vulkane. Die polaren Eisschelfe sind infolge der menschengemachten globalen Erwärmung von sich verstärkender Eisschmelze betroffen.
Beide Pole sind im Rahmen der globalen Telekonnektion Zentren des globalen Wettergeschehens, z. B. mit den Polarwirbeln im Rahmen der arktischen Oszillation oder ihrem Einfluss auf den Jetstream und ihrer Rolle bei der thermohalinen Zirkulation der Ozeane.

## Politischer Status
Am 2. August 2007 landeten zwei russische Mir-Tauchboote auf dem Meeresgrund am Nordpol in 4261 m Tiefe und setzten dort eine Kapsel aus Titan mit der russischen Flagge ab. Die Expedition hatte das Ziel, Bodenproben zu sammeln, um die russischen Territorialansprüche mit Beweisen zu stützen, dass der Nordpol zum sibirischen Festlandsockel gehört.
Auch Dänemark, Kanada und Norwegen könnten territoriale Ansprüche erheben. In einem FAZ-Gespräch 2007 bezeichnete der Polarforscher Arved Fuchs einen politisch-wirtschaftlichen Wettlauf um den Nordpol als wahrscheinlich, es gehe schließlich um fossile Brennstoffe.

## Sonstiges, Trivia
2007 waren die britischen TV-Reporter Jeremy Clarkson und James May sowie die Mitglieder ihres Support-Teams im Rahmen des Top Gear: Polar Special die ersten Menschen, die den in der Polar Challenge festgelegten arktischen Magnetpol von 1996 bei 78° 35,7′ N, 104° 11,9′ W (78° 35′ 42″ N, 104° 11′ 54″ W) mit einer Abweichung von weniger als einem Kilometer mit einem Auto erreichten. Sie stoppten bereits bei 78° 35′ 7″ N, 104° 11′ 9″ W, weil das Ziel in ihrem Gerät zur Positionsmessung ohne Umrechnung von Zehntelminuten in Sekunden programmiert wurde. Für die Expedition wurden stark modifizierte Varianten des Toyota Hilux sowie Toyota Land Cruiser benutzt.
Nordpol der Unzugänglichkeit ist ein Begriff zur Benennung des küstenfernsten Punktes im Nordpolarmeer. Ermittelt wird er als Inkreismittelpunkt der umliegenden Meeresufer. Er befindet sich bei 84° 3′ N, 174° 51′ W und damit etwa 660 km vom geographischen Nordpol entfernt. Seine Position kann sich mit steigendem Meeresspiegel etwas verändern. Er wurde das erste Mal 1927 erreicht. Unterhalb des Nordpols der Unzugänglichkeit befindet sich kein Festland, sondern nur Eis und Wasser des hier etwa 3000 m tiefen Nordpolarmeeres.
Nordpol der Unzugänglichkeit ist ein irreführender Ausdruck, weil er nahelegt, dass Expeditionen in die Arktis hauptsächlich von den benachbarten Küsten aus unternommen würden, was nicht der Fall ist. Unzugänglichkeitspole haben keine praktische Bedeutung. Siehe auch: Liste geographischer Mittelpunkte von Ländern.